# Raggamuffin
Il Raggamuffin (spesso abbreviato in Ragga, o chiamato Digital dancehall) è un sottogenere della musica reggae e in particolare del Dancehall reggae. In termini semplici, il ragga rappresenta quella parte della dancehall con basi musicali sintetizzate, una variante sviluppatasi verso la metà degli anni ottanta.
Il primo brano di genere raggamuffin è "Under Me Sleng Teng" di Wayne Smith, realizzato nel 1985. Il pezzo in questione era eseguito da un cantante e non da un dj, e questo lascia intendere che, come per il resto del dancehall reggae, anche il ragga si suddivide in quello dei cantanti tradizionali e quello dei dj. Altro personaggio di rilevanza per il genere fu il produttore King Jammy, al quale viene attribuito il merito di aver inventato questo suono producendo il brano in questione. Egli venne riconosciuto come il padrino del primo ragga, e contribuì all'ascesa del genere collaborando con molti dei suoi primi esponenti.
Alcuni esempi di artisti raggamuffin possono essere rappresentati da Ini Kamoze, Ninjaman, Mad Cobra, Beenie Man, Dennis Brown, Sizzla, Sean Paul, CJ Lewis, Capleton.

## Storia

### Origini
Tutto ebbe inizio da un produttore discografico chiamato Prince Jammy (nato Lloyd James, e in seguito rinominato King Jammy). Molte delle produzioni di successo di Jammy erano state registrate con la backing band High Times Band, il cui sound era caratterizzato dalla tipica dancehall strutturata su vecchi ritmi rocksteady ereditati dai decenni precedenti.
Questa sonorità tuttavia iniziò a essere rivoluzionata dal famoso duo strumentale composto da Sly & Robbie (Sly Dunbar e Robert Shakespeare), tutt'oggi tra i produttori e session player più ricercati in Giamaica, nonché proprietari dell'etichetta discografica Taxi Records. La coppia aveva già contribuito all'evoluzione della musica giamaicana negli anni settanta, visto che fu responsabile, assieme ad Augustus Pablo, alla nascita dello stile rockers reggae, che dominò la scena giamaicana durante la seconda metà degli anni settanta. Le sperimentazioni di Sly & Robbie con ritmi elettronici nella metà degli anni ottanta furono un chiaro segnale del cambiamento radicale che stava subendo la musica dancehall, come anche i produttori iniziarono a evolversi passando dalla registrazione analogica a quella digitale. La rivoluzione nella tecnologia della musica digitale favorì l'introduzione di nuove sperimentazioni e sonorità, che iniziarono a essere adottate da produttori ed etichette. Questo provocò anche il declino delle famose session band (o backing band); ora gli apparecchi digitali permettevano di potersi avvalere di solo uno o due musicisti per formare una band.

### 1985: la nascita
La prima registrazione raggamuffin fu il singolo di Wayne Smith "Under Me Sleng Teng" del 1985, che venne prodotto proprio da King Jammy e costruito attorno a un ritmo che poi si scoprì era stato pre-programmato su una tastiera della Casio (Casio MT-40). Questo venne riconosciuto come il primo brano reggae dai ritmi elettronici, dando inizio all'era della dancehall elettronica o del raggamuffin. "Sleng Teng" fu anche accreditato come il primo brano reggae senza linee di basso ad aver ottenuto successo. Un altro importante artista per l'ascesa del raggamuffin fu Junior Delgado, che con l'album Raggamuffin Year del 1986 contribuì alla diffusione del termine per definire questa nuova musica. Il termine venne poi spesso abbreviato in ragga, e adottato per definire generalmente la nuova musica dancheall.
L'impatto di questo nuovo genere fu immediato, provocando una schiera di imitatori. Ciò permise a King Jammy di divenire uno tra i maggiori produttori del periodo lavorando con i migliori talenti di quell'epoca, e diventando il padrino del primo ragga. Agli albori di "Sleng Teng" e di queste innovazioni digitali, emerse una seconda ondata di produttori e dj durante i tardi anni ottanta e primi novanta. Alcuni erano veterani le quali carriere iniziarono già negli anni settanta, altri erano semplicemente nuovi talenti la quale emersione coincideva con il sorgere dell'era dei sintetizzatori e delle drum machine. Geni della produzione come Bobby Digital, Dave Kelly, Patrick Roberts, Steely & Cleevie e molti altri meno conosciuti (tra cui molti iniziarono con lo stesso King Jammy) furono il tramite che portò all'esplosione di queste nuove sonorità. Evitando la qualità sonora della prima dancehall (Early dancehall), questo nuovo sound era semplice ed eclettico, ed era caratterizzato da una moltitudine di nuovi ritmi e vibrazioni, create grazie all'uso di una tecnologia più avanzata e sofisticata, piuttosto che ricreare elettronicamente le versioni di vecchi ritmi (riddim) reggae. Il dilagare di questo nuovo stile di produzione e di nuove atmosfere, richiedeva anche un nuovo approccio vocale, che permise l'escesa e la quasi completa dominanza dei dj piuttosto che dei cantanti. Questi ultimi vennero infatti messi in ombra come schiere di nomi sconosciuti dal ruolo secondario, mentre la scena dancehall venne colta dal sopravvento dei dj che, durante questa fase, sostituirono radicalmente il ruolo dei cantanti nella musica dancehall. La musica perse volontariamente l'uso degli strumenti convenzionali, introducendo un sound completamente computerizzato. I ritmi accelerati e le sonorità aspre fecero apparire il genere pensato per tenere lontani i cuori deboli, mentre la forma di espressione dei dj raggiunse un picco nel quale venne rimossa ogni traccia di reggae classico.

### L'esplosione
I costi relativamente bassi nel comporre ritmi sintetizzati, grazie anche al fatto di non dover più pagare i diritti per riprendere vecchi riddim, permisero al ragga di divenire la musica favorita per molti produttori giamaicani, che riuscivano a pubblicare migliaia di singoli all'anno. L'utilizzo di ritmiche digitali inoltre ravvivò il genere, dato che da ora i produttori avevano a disposizione più fonti sonore sperimentando nuovi ritmi, invece di adoperare le vecchie basi ska, rocksteady e early reggae come nella prima dancehall. Questo portò anche all'esplosione del "rhythm album," nel quale diversi artisti registravano i propri testi e melodie sopra la stessa base ritmica (riddim). Nonostante il ragga sia per molti associato al cantato rappato, molti cantanti potevano citare riferimenti al romanticismo o al rastafarianesimo, e i due stili vocali, cantato e parlato, venivano frequentemente mescolati tra loro, come accedeva per la prima dancehall (in particolare nel rub-a-dub). Si passò però a un sound molto più duro, e veniva accettato qualsiasi stile vocale estremo se accolto positivamente dalle dancehall e se incrementava le vendite. Questo periodo rappresentò uno dei più prolifici per la scena musicale giamaicana: musica genuina e funzionale, animata da un'intesa tra gli artisti e il loro pubblico e mirata al successo commerciale.
Questa improvvisa esplosione (attorno ai 5 000 singoli pubblicati durante l'anno del picco massimo) ebbe un grande impatto globale, sia sull'emergente scena Jungle e Drum and bass britannica, sia sulla scena commerciale rap e contemporary r&b statunitense. Si iniziarono infatti a introdurre campionamenti usati nella musica hip-hop, e molti di questi artisti riuscirono a raggiungere le classifiche americane.

### Raggamuffin e rap
Il primo artista in assoluto a creare definitivamente un genere di fusione tra raggamuffin e rap fu Shinehead (Edmund Carl Aitken), dj nativo britannico di origine giamaicana ma residente a New York. Il suo singolo "Who the Cap Fit" nel 1986, contenuto inizialmente nell'album Rough And Rugged (1986) fu il primo esempio di raggamuffin rap, assieme ad altri brani contenuti nel disco in questione. Nella musica di Shinehead, il dancehall reggae e l'hip hop riuscivano a sposarsi ed entrare in conversazione a livello ritmico, e in questo modo il rap afro-americano e il toasting nel patois giamaicano trovavano un punto d'intersezione. Tuttavia l'invenzione del genere viene spesso accreditata al dj dancehall/ragga giamaicano Daddy Freddy, che però cronologicamente giunse un anno più tardi; nel 1987, Freddy si sposto nel Regno Unito, dove firmò un contratto con l'etichetta discografica Music of Life e iniziò a lavorare con il produttore e rapper britannico Asher D. Grazie a questa collaborazione, anch'egli creò un esempio di fusione tra la musica dancehall/ragga e l'hip hop. Nel 1987 infatti Daddy Freddy pubblicò, in coppia con Asher D, l'album Ragamuffin Hip-Hop, opera che coniugava i due generi, e che gli permise di raggiungere il successo internazionale. Shinhead e Asher D & Daddy Freddy contribuirono quindi a stabilire un nuovo stile che sarà molto diffuso negli anni novanta.
Sarà proprio da questo periodo che nascerà il connubio tra reggae e rap, nonostante le affinità tra i due generi siano state sempre presenti sin dalle origini, visto che il rap stesso si sviluppò proprio grazie al contributo di una forma di reggae, il dj style, nei primi anni 1970.

### Le tematiche e le critiche
Con questa nuova ondata musicale, vennero raggiunti nuovi picchi di volgarità nei testi quando i deejay iniziarono a porsi in modo offensivo toccando argomenti scottanti come le armi, le donne e la marijuana. Infatti, nonostante già la prima dancehall irritasse molto i puristi e i sostenitori del roots, era relativamente innocua se paragonata a ciò in cui si sarebbe evoluto nel periodo raggamuffin. Tra le tematiche trattate nel ragga spiccavano, come spesso accadeva anche nell'Early dancehall, il sessismo, l'omofobia, la misoginia e altri linguaggi volgari e osceni. Temi di questo genere non erano proprio una novità, essendo già stati trattati in passato nella musica caraibica come il calypso. Nel ragga spiccavano anche allarmanti tendenze al teppismo che riflettevano la malavita nei ghetti Kingston. Shabba Ranks subì un calo di popolarità quando approvò il singolo di Buju Banton "Boom Bye Bye" (1992), un brano che incitava a sparare ai gay; Bounty Killer incitava all'uso delle armi; i riferimenti di Capleton verso le donne non erano mai politicamente corretti. Ironicamente il ragga, la variante più dura ed estrema del reggae, ma anche quella più soggetta a critiche, fu anche quella dal maggior successo commerciale.

### Anni 90: l'avvento del Hardcore ragga e del New Roots
Durante gli anni novanta, il ragga rimase fortemente radicato come uno dei generi di reggae più popolari suonati nelle dancehall giamaicane: Shabba Ranks, General Trees, Tiger, Lieutenant Stitchie, Capleton, Mad Cobra e Supercat furono solo alcuni degli artisti che conclusero dei contratti con grosse major discografiche, anche se gran parte di questi verranno gradualmente scaricati dalle stesse etichette con l'avanzare degli anni novanta.
Nel bel mezzo dei furiosi dibattiti nel quale veniva discusso se i temi osceni e volgari del ragga effettivamente riflettessero la realtà nei ghetti giamaicani, la scena reggae cominciò a dimostrare un ammirabile gesto di ripresa e autocontrollo, con lo sviluppo del revival del roots reggae, il cosiddetto "new roots", fenomeno che ribadì a gran voce il rifiuto per le oscenità sostenute dagli artisti dancehall e ragga, sostituendo quelle tematiche con valori più morali, in linea col vecchio roots reggae degli anni settanta. Lo stile di produzione digitale non scomparve mai completamente (e infatti è in corso un revival in Europa), e nei primi anni novanta il ritorno del roots venne guidato dall'enorme popolarità di Garnet Silk. D'improvviso dj come Buju Banton e Capleton videro la luce, si fecero crescere i dreadlock e mutarono i loro valori in positivo, mantenendo comunque le sonorità caratteristiche del genere. Anche Beenie Man mise da parte il vecchio materiale del suo repertorio mentre questi dj new roots vennero raggiunti da Anthony B e Sizzla, due esponenti della setta rasta Bobo Ashanti, che si unirono per denunciare la moda dei dreadlock degli anni ottanta. Inoltre, seguendo la scia di Garnett Silk, diversi cantanti roots cominciarono a combinare la sensitività e spiritualità di Bob Marley con un approccio moderno alla loro musica. Luciano, Tony Rebel e Morgan Heritage furono tra i primi a presentare questa novità, mentre Cocoa Tea sembrava essersi adattato ai ritmi moderni.

### Tempi recenti
Recentemente, Beenie Man, Sizzla e Capleton, tre degli artisti dancehall/raggamuffin più famosi in Giamaica e nel mondo, hanno firmato un documento, il "Reggae Compassionate Act", in cui affermano l'impegno nel cessare di divulgare il messaggio omofobico, sia per quanto riguarda le nuove pubblicazioni, sia per la ripubblicazione di canzoni precedenti, contenenti liriche contro gli omosessuali.

## Significato
Per convenzione enciclopedica il termine raggamuffin o ragga è riferito a quella parte del dancehall reggae nel quale la strumentazione ritmica è digitale. "Ragga" è l'abbreviativo di "raggamuffin", originariamente un termine usato per descrivere la gioventù del ghetti di Kingston; secondo alcune fonti la musica assunse questo nome poiché divenne lo stile alternativo delle nuove generazioni di giovani durante la seconda metà degli anni ottanta. Il termine era già usato nello slang all'interno della scena reggae prima della sua nascita: ad esempio l'artista DJ Style Jah Stitch, nel 1976 pubblicò il brano "Ragga Muffin Style" contenuto nel disco No Dread Can't Dead. Questo stile è di fatto un sottogenere della musica dancehall reggae, pertanto quest'ultima risulta una categoria più generica ed estesa, nel quale la musica, in origine, non era digitale. Il raggamuffin quindi rappresenta un sottogenere specifico della musica dancehall, ed è chiaro che questo si distingue dall'early dancehall per le basi digitali o sintetizzate che iniziarono fortemente a prendere piede negli anni ottanta.
Il primo brano riconosciuto come raggamuffin è "Under Me Sleng Teng" di Wayne Smith, realizzato nel 1985. Sebbene nel raggamuffin spesso spicchino i disc jockey, come il resto del dancehall reggae non tutto il ragga è cantato in toasting, dato che proprio "Under Me Sleng Teng" era stato realizzato da un vero e proprio cantante, non un dj. Come ulteriore conferma, anche Junior Delgado, il quale aveva contribuito alla diffusione del termine raggamuffin con il suo album Raggamuffin Year del 1986, non era un dj ma un cantante tradizionale, che per altro veniva da una carriera come artista roots nei fine anni settanta. Mentre può essere possibile che il nome del genere ragga venne proposto in origine come una tattica di marketing dalle etichette discografiche britanniche come Greensleeves, Fashion e Charm, era anche necessario ricercare un nome che identificasse questa nuova variante, la quale simboleggiò una grande esplosione di creatività durante quel periodo, e segnò inoltre il distacco dall'early dancehall.
Esistono alcuni controversie al riguardo del significato del termine "ragga": sebbene sia convenzionalmente accreditata come principale definizione per riconoscere generalmente la dancehall digitale, spesso il termine viene erroneamente usato per definire il connubio tra reggae e rap. Un errore comune commesso anche da molte bibliografie è infatti quello di scambiare il raggamuffin come una fusione tra dancehall e rap: tutto ciò entra però in conflitto con la storia della musica e i vari dati cronologici, dato che il primo pezzo in assoluto riconosciuto come ragga, "Under Me Sleng Teng", era cantato da Wayne Smith, ovvero un cantante, che nel brano non accennò ad alcuna presenza né di toasting né di rap. L'unica caratteristica che inizialmente distingueva il ragga dal resto del dancehall reggae era solo la base sintetizzata. In realtà fu solo dopo la completa nascita del raggamuffin, che una parte del genere iniziò a essere contaminata dalla musica rap dando alla luce il sottogenere raggamuffin rap, che sorse solo dopo - tra il 1986 e il 1987 - grazie a DJ come Shinehead e la coppia Asher D & Daddy Freddy. Altri ancora hanno sostenuto che il raggamuffin fosse una versione estrema della dancehall, ma questa ipotesi entra ancora in conflitto con la storia del genere e le varie sottocategorie riconosciute. In realtà la versione estrema del raggamuffin viene riconosciuta come hardcore ragga, una variante sviluppatasi svariati anni dopo l'effettiva nascita del raggamuffin, nei primi anni novanta, grazie ad artisti dell'epoca come Shabba Ranks, Capleton, Bounty Killer e Buju Banton. Effettivamente "Under Me Sleng Teng" - il primo pezzo raggamuffin del 1985 - non presentava sonorità estreme, e si distingueva nettamente dal più rencente hardcore ragga dei primi anni novanta.

## Alcuni artisti raggamuffin

### Cantanti
- Admiral Tibett
- Anthony B
- Beres Hammond
- Bounty Killer
- Mad Cobra
- Nitty Gritty
- Cutty Ranks
- Dennis Brown
- Nico Mudu`
- Elephant Man
- Garnett Silk
- King Kong
- Ini Kamoze
- Luciano
- Pad Anthony
- Papa Buju
- Richie Stephens
- Tenor Saw
- Wayne Smith
- Wayne Wonder
- 99 Posse

### DJ/Toaster
- Admiral Bailey
- Beenie Man
- Buju Banton
- Capleton
- Charlie Chaplin
- Chaka Demus & Pliers
- Daddy Freddy
- Gregory Peck
- Josey Wales
- Junior Cat
- Lady Saw
- Lieutenant Stitchie (Lt. Stitchie/Stitchie)
- Major Mackerel
- Ninjaman
- Papa San
- Pato Banton
- Shabba Ranks
- Sizzla
- Super Cat
- Sweetie Irie
- Terry Ganzie
- Tiger
- Tippa Irie